# 大隅半島の夜明け
大隅半島の夜明け（おおすみはんとうのよあ- ）は、鹿児島県のNPO法人、おおすみ半島コミュニティ放送ネットワーク（おおすみFMネットワーク）を構成する4つのコミュニティFM局（FMかのや・FMきもつき・FM志布志・FMたるみず）が制作・放送しているラジオ番組である。

## 概要
2008年4月にFMかのや・きもつき・しぶしの3局ネットで放送開始。放送時間は30分である。当初はFMの地上波の放送であったが、現在はブログでのインターネット配信をしている（『大隅半島の夜明け』のブログにて地上波放送の一週間後に配信）。

## 出演者
- 岩元健二 - パーソナリティ
鹿屋市のアマチュア天文家。他に「宇宙浪漫紀行」のパーソナリティを担当。2010年5月から始まった『じじ放談』にも出演中である。

## 放送時間
- 本放送：毎週木曜日 20:30 - 21:00
- 再放送：金曜日 05:30 - 06:00（第2・3・4：20:30 - 21:00）

## 主な放送内容
大隅半島に密着した環境問題や観光、地元の話題や岩元の興味のある地域情報について説明している。
年一回は特別番組を予定しており、2010年は大隅半島の河川を錦江湾沿いに南下し、本城川、高須川、神ノ川、雄川、と南下しそのあと佐多岬を超えて内之浦の広瀬川、志布志湾に入り、肝属川、菱田川と大隅半島の河川をレポートする予定である。